# Прибільська рівнина
Прибе́льська ува́листо-хвиля́ста рівни́на (рос. Прибе́льская ува́листо-волни́стая равни́на) тягнеться уздовж річки Білої між Уфімським плато, Бугульмінсько-Белебеєвською піднесеністю, горами Південного Уралу і північними відрогами Загального Сирту.
У тектонічному відношенні відповідає південній частині Передуральського краєвого прогинання і Бірської сідловині. Складена осадковими гірськими породами. Рельєф лівобережної частини на півночі представлений вирівняною поверхнею, на сході — плоськоувалистою рівниною, перехідною в широкі тераси річки Білої. На півдні переважає горбистий тип рельєфу. Правобережжя густо порізане річковою і яро-балочною мережею. Поширені широкі ували. Абсолютна висота 60-280 м. Довжина яро-балочної мережі, що збільшується в південному напрямі, 0,8-2 км на 1 км². Глибина розчленовування менше 100 м. Спостерігається площинний змив, яроутворення і карст. На терасах і заплавах акумуляція супроводжується соленакопленням карбонатів кальцію і місцями натрію.
На рівнині сформувалися ландшафти південної тайги, північного і південного лісостепу. На півночі поширені хвойні, на правобережжі Білої — темнохвойно-широколистняні, на лівобережжі — широколистняні ліси і лугові степи на дерново-підзолистих, сірих лісових і різних лісостепових ґрунтах. На півдні — тіпчаково-різнотравні лугові степи на чорноземних ґрунтах. Круті схили увалів і лісові узлісся зайняті чагарниковими асоціаціями з вишні степової і карагани. До заплав річок приурочені осокорові і вільхові ліси з домішкою дуба, в'яза, липи і осики. На заболочених пониженнях сформувалися чагарники з верби, жостеру і берези. На півдні освоєність території доходить до 75 %, на півночі — до 40-60 %.